# Domaine national
Le terme de domaine national est utilisé pour désigner certains grands domaines appartenant à l'État français.

## Historique du terme et de la chose
Les domaines nationaux sont souvent d'anciens domaines royaux, impériaux, ou de princes de la famille royale, directement liés à la liste civile impériale abolie en 1870.
Ils sont alors gérés sous le nom de « palais nationaux » : la gestion des parcs et forêts est alors confiée à l'Administration des eaux et forêts (puis à l'Office national des forêts) tandis que les bâtiments étaient confiés à un architecte. À la disparition de ce régime, la notion de « domaine national » n'est plus qu'une référence historique, mais n'a plus de réalité juridique.
Le terme de « domaine national » est pourtant encore utilisé par l'État, sans qu'une définition soit établie et leur statut juridique peut être très varié.
La loi relative à la liberté de la création, à l'architecture et au patrimoine du 7 juillet 2016 définit de nouveau les « domaines nationaux » mais de manière extrêmement floue : « Les domaines nationaux sont des ensembles immobiliers présentant un lien exceptionnel avec l’histoire de la Nation dont l’État est, au moins pour partie propriétaire » (Article L. 621-34 Code du patrimoine).

## La nouvelle définition des «domaines nationaux» (2016) et les avantages qu'elle confère
En créant une nouvelle catégorie de « domaines nationaux » parmi les bâtiments historiques, la loi relative à la liberté de la création, à l'architecture et au patrimoine leur confère des avantages originaux.
La loi relative à la liberté de la création, à l'architecture et au patrimoine de 2016 prévoit d'accorder aux « domaines nationaux » un droit de gestion de leur image à des fins commerciales, mais ne précise pas positivement la notion de « domaine national ».
L'article L621-34 du Code du patrimoine indique notamment que « Les domaines nationaux sont des ensembles immobiliers présentant un lien exceptionnel avec l'histoire de la Nation et dont l'Etat est, au moins pour partie, propriétaire. Ces biens ont vocation à être conservés et restaurés par l'Etat dans le respect de leur caractère historique, artistique, paysager et écologique.. » Cet article modificateur crée une nouvelle section « domaines nationaux » dans le Code du patrimoine (section 6, chapitre 1er, titre II, livre VI, partie législative, soit les articles L621-34 à L621-41). Le décret paru le 29 mars 2017 ne donne pas non plus de liste.

### Liste des domaines nationaux au titre du décret n° 2017-720 du 2 mai 2017
Un décret du 2 mai 2017 modifie l'article R. 621-98 du code du patrimoine et établit une liste des domaines nationaux, au sens de la loi de 2016 (article L. 621-34 du même code). Il s'agit finalement de quelques domaines seulement de la liste coutumière, auxquels sont ajoutés des monuments qui ne sont pas traditionnellement désignés comme « domaine national ». La liste initiale est complétée de cinq nouveaux domaines nationaux créés par le décret n° 2021-1174 du 10 septembre 2021 puis par cinq autres domaines nationaux créés par le décret n° 2022-906 du 17 juin 2022. Le décret n° 2024-472 du 24 mai 2024 rajoute à nouveau cinq domaines.
Les domaines nationaux sont recensés dans la base Mérimée du ministère de la Culture.
La liste des domaines nationaux en novembre 2024 :
| Domaine national                            | Commune                      | Département          | Région Collectivité | Décret | Base Mérimée         | Coordonnées                 | Image |
| ------------------------------------------- | ---------------------------- | -------------------- | ------------------- | ------ | -------------------- | --------------------------- | ----- |
| Domaine du château d'Angers                 | Angers                       | Maine-et-Loire       | Pays de la Loire    | 2017   | Notice no DN00000001 | 47° 28′ 12″ N, 0° 33′ 36″ O |       |
| Domaine de Chambord                         | Chambord                     | Loir-et-Cher         | Centre-Val de Loire | 2017   | Notice no DN00000002 | 47° 36′ 58″ N, 1° 31′ 02″ E |       |
| Domaine de Pau                              | Pau                          | Pyrénées-Atlantiques | Nouvelle-Aquitaine  | 2017   | Notice no DN00000003 | 43° 17′ 41″ N, 0° 22′ 30″ O |       |
| Palais du Louvre et jardin des Tuileries    | 1er arrondissement           | Paris                | Île-de-France       | 2017   | Notice no DN00000004 | 48° 51′ 41″ N, 2° 20′ 05″ E |       |
| Palais de l'Élysée                          | 8e arrondissement            | Paris                | Île-de-France       | 2017   | Notice no DN00000005 | 48° 52′ 13″ N, 2° 18′ 59″ E |       |
| Palais du Rhin et écuries                   | Strasbourg                   | Bas-Rhin             | Grand Est           | 2017   | Notice no DN00000006 | 48° 35′ 15″ N, 7° 45′ 10″ E |       |
| Palais de la Cité                           | 1er arrondissement           | Paris                | Île-de-France       | 2021   | Notice no DN00000007 | 48° 51′ 21″ N, 2° 20′ 42″ E |       |
| Domaine du Palais-Royal                     | 1er arrondissement           | Paris                | Île-de-France       | 2021   | Notice no DN00000008 | 48° 51′ 48″ N, 2° 20′ 13″ E |       |
| Château de Vincennes                        | Vincennes 12e arrondissement | Val-de-Marne Paris   | Île-de-France       | 2021   | Notice no DN00000009 | 48° 50′ 33″ N, 2° 26′ 09″ E |       |
| Château de Coucy                            | Coucy-le-Château-Auffrique   | Aisne                | Hauts-de-France     | 2021   | Notice no DN00000010 | 49° 31′ 18″ N, 3° 19′ 07″ E |       |
| Château de Pierrefonds                      | Pierrefonds                  | Oise                 | Hauts-de-France     | 2021   | Notice no DN00000011 | 49° 20′ 48″ N, 2° 58′ 47″ E |       |
| Château de Villers-Cotterêts                | Villers-Cotterêts            | Aisne                | Hauts-de-France     | 2022   | Notice no DN00000012 | 49° 15′ 21″ N, 3° 05′ 32″ E |       |
| Château de Compiègne                        | Compiègne                    | Oise                 | Hauts-de-France     | 2022   | Notice no DN00000013 | 49° 25′ 09″ N, 2° 49′ 52″ E |       |
| Domaine de Meudon                           | Meudon                       | Hauts-de-Seine       | Île-de-France       | 2022   | Notice no DN00000014 | 48° 48′ 28″ N, 2° 13′ 50″ E |       |
| Château de Malmaison                        | Rueil-Malmaison              | Hauts-de-Seine       | Île-de-France       | 2022   | Notice no DN00000015 | 48° 52′ 15″ N, 2° 10′ 01″ E |       |
| Domaine de Saint-Cloud                      | Saint-Cloud                  | Hauts-de-Seine       | Île-de-France       | 2022   | Notice no DN00000016 | 48° 50′ 16″ N, 2° 13′ 00″ E |       |
| Domaine du château de Fontainebleau         | Fontainebleau                | Seine-et-Marne       | Île-de-France       | 2024   | Notice no DN00000017 | 48° 24′ 08″ N, 2° 41′ 57″ E |       |
| Domaine du château de Rambouillet           | Rambouillet                  | Yvelines             | Île-de-France       | 2024   | Notice no DN00000018 | 48° 38′ 43″ N, 1° 49′ 03″ E |       |
| Domaine du château de Saint-Germain-en-Laye | Saint-Germain-en-Laye        | Yvelines             | Île-de-France       | 2024   | Notice no DN00000019 | 48° 53′ 53″ N, 2° 05′ 46″ E |       |
| Domaine du château de Versailles            | Versailles                   | Yvelines             | Île-de-France       | 2024   | Notice no DN00000020 | 48° 48′ 17″ N, 2° 07′ 13″ E |       |
| Domaine de Marly                            | Marly-le-Roi                 | Yvelines             | Île-de-France       | 2024   | Notice no DN00000021 | 48° 51′ 45″ N, 2° 05′ 57″ E |       |

## Domaines nationaux à l'étranger
La France possède le domaine national français en Terre sainte, réparti sur quatre sites à Jérusalem.
Elle possède aussi la forêt du Mundat à la frontière franco-allemande, la villa Médicis à Rome, les Pieux Établissements de la France à Rome et Lorette qui regroupent plusieurs églises dans Rome et les domaines français de Sainte-Hélène.

### Autres statuts
La Butte de Zuran, en Tchéquie, a été offerte à l'occasion du bicentenaire de la Bataille d'Austerlitz, mais elle ne relève pas des domaines nationaux à l'étranger.
La maison de Victor Hugo à Guernesey (dont le bailliage forme une des dépendances de la Couronne) est propriété de la ville de Paris.